# Princeps (astronomia)
Princeps (Delta Boötis/ δ Boo / δ Boötis) è una stella binaria nella costellazione di Boote, dista circa 117 anni luce dal sistema solare.

## Osservazione
Si tratta di una stella situata nell'emisfero celeste boreale. La sua posizione moderatamente boreale fa sì che questa stella sia osservabile specialmente dall'emisfero nord, in cui si mostra alta nel cielo nella fascia temperata; dall'emisfero australe la sua osservazione risulta invece più penalizzata, specialmente al di fuori della sua fascia tropicale.
Essendo di magnitudine 3,47, la si può osservare anche dai piccoli centri urbani senza difficoltà, sebbene un cielo non eccessivamente inquinato sia maggiormente indicato per la sua individuazione.
Il periodo migliore per la sua osservazione nel cielo serale ricade nei mesi compresi fra fine maggio e settembre; nell'emisfero nord è visibile anche verso l'inizio dell'autunno, grazie alla declinazione boreale della stella, mentre nell'emisfero sud può essere osservata limitatamente durante i mesi tardo-autunnali australi.

## Caratteristiche
La componente principale, δ Boötis A, è una gigante gialla con una magnitudine apparente di 3,46, con un raggio 10 volte quello del Sole ed una luminosità 60 volte superiore. La sua compagna, δ Boötis B, è una nana gialla di tipo G di sequenza principale, molto simile al Sole, con un raggio dell'87% e una luminosità 0,95 volte quella solare. Dal piccolo raggio in relazione alla temperatura superficiale (5900 K) è ipotizzabile pensare che sia una stella subnana. È separata visualmente di quasi 2 minuti d'arco dalla principale, la stima della distanza reale tra le 2 stelle è di almeno 3800 U.A., con un periodo orbitale superiore ai 120.000 anni.